# Sơn Hòa (xã)
Sơn Hòa là một xã thuộc huyện Châu Thành, tỉnh Bến Tre, Việt Nam.

## Địa lý
Xã Sơn Hòa có vị trí địa lý:
- Phía đông giáp thành phố Bến Tre
- Phía tây giáp xã An Hiệp
- Phía nam giáp huyện Mỏ Cày Bắc với ranh giới là sông Hàm Luông
- Phía bắc giáp xã Tường Đa.

Xã Sơn Hòa có diện tích 5,81 km², dân số năm 2020 là 5.234 người, mật độ dân số đạt 901 người/km².

## Hành chính
Xã Sơn Hòa được chia thành 2 ấp: Hòa Chánh, Hòa Trung.